# Municipio de Westport (Dakota del Sur)
El municipio de Westport (en inglés: Westport Township) es un municipio ubicado en el condado de Brown en el estado estadounidense de Dakota del Sur. En el año 2010 tenía una población de 107 habitantes y una densidad poblacional de 1,43 personas por km².

## Geografía
El municipio de Westport se encuentra ubicado en las coordenadas 45°38′49″N 98°31′36″O / 45.64694, -98.52667. Según la Oficina del Censo de los Estados Unidos, el municipio tiene una superficie total de 74.75 km², de la cual 74,75 km² corresponden a tierra firme y (0 %) 0 km² es agua.

## Demografía
Según el censo de 2010, había 107 personas residiendo en el municipio de Westport. La densidad de población era de 1,43 hab./km². De los 107 habitantes, el municipio de Westport estaba compuesto por el 96,26 % blancos, el 3,74 % eran amerindios. Del total de la población el 0 % eran hispanos o latinos de cualquier raza.